# Irrintzina

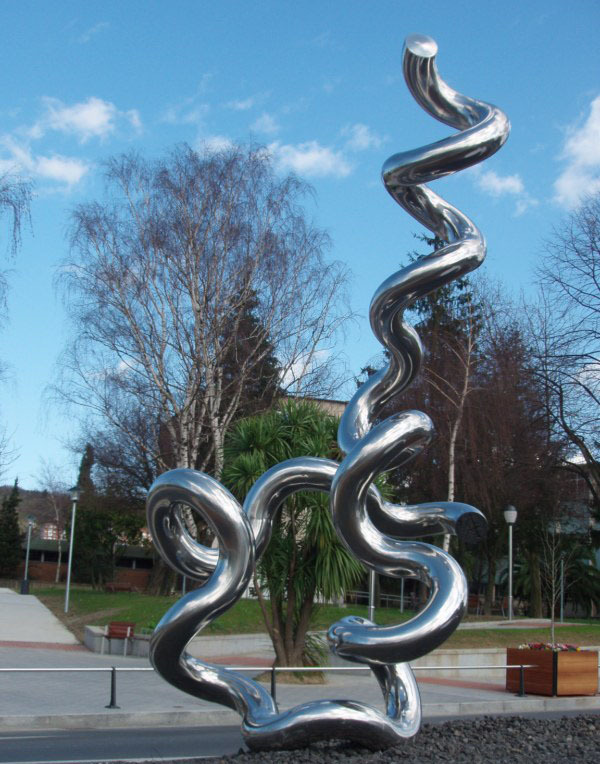
Scultura "Irrintzi nell'aria" a Basauri

L'irrintzina o irrintzi è un  verso ancestrale tipico del Baschi per far irritare il nemico dopo averlo sconfitto. Attualmente viene ancora usato come espressione della loro gioia o per motivi di lutto o solidarietà. Il verso è un misto fra risata e il nitrito, usato anche dai pastori per comunicare in montagna ed è gridato.

## Storia
Non è chiara oggi l'origine del grido, ma quello che sappiamo è che i pastori baschi hanno sempre usato il grido, diffondendo queste grida nelle valli basche, e per la maggior parte queste grida sono state e sono usate per esprimere gioia. Tuttavia, ci sono alcune ipotesi che sono state sviluppate per spiegare l'origine di questo grido, come il fatto che lo scrittore basco Jean Pierre Duvoisin abbia affermato che ha avuto origine nelle antiche culture ebraiche. Ce ne sono altri nel mondo che assomigliano a questo grido, per esempio gli arabi ne usano uno simile.

## Utilizzo
Irrintzi ha avuto molti usi tra i baschi, la maggior parte dei quali sono stati usati in feste e battaglie.

### Eventi e Feste
Possiamo sentire questo grido a qualsiasi festival locale, con concorsi che si tengono in varie città per scoprire l'urlo migliore e più lungo. Irrintzia è spesso associata ai musicisti, quando si canta musica basca, spesso si grida irrintzias. Ci sono anche gruppi musicali e gruppi di ballo chiamati Irrintzi nei Paesi Baschi.

### Grido di guerra
Le grida sono sempre state usate per incoraggiare l'esercito basco a combattere, in altre parole, sono state usate come un grido di guerra. Un esempio di questo è il testo della canzone Eusko Gudariak:
Goazen gudari danok ikurrina atzean.»
D'altra parte, quando l'11 novembre 1918 fu firmato l'armistizio, che avrebbe posto fine alla prima guerra mondiale, a Bayonne si udirono diverse grida per celebrare e applaudire a questa azione.